# 607

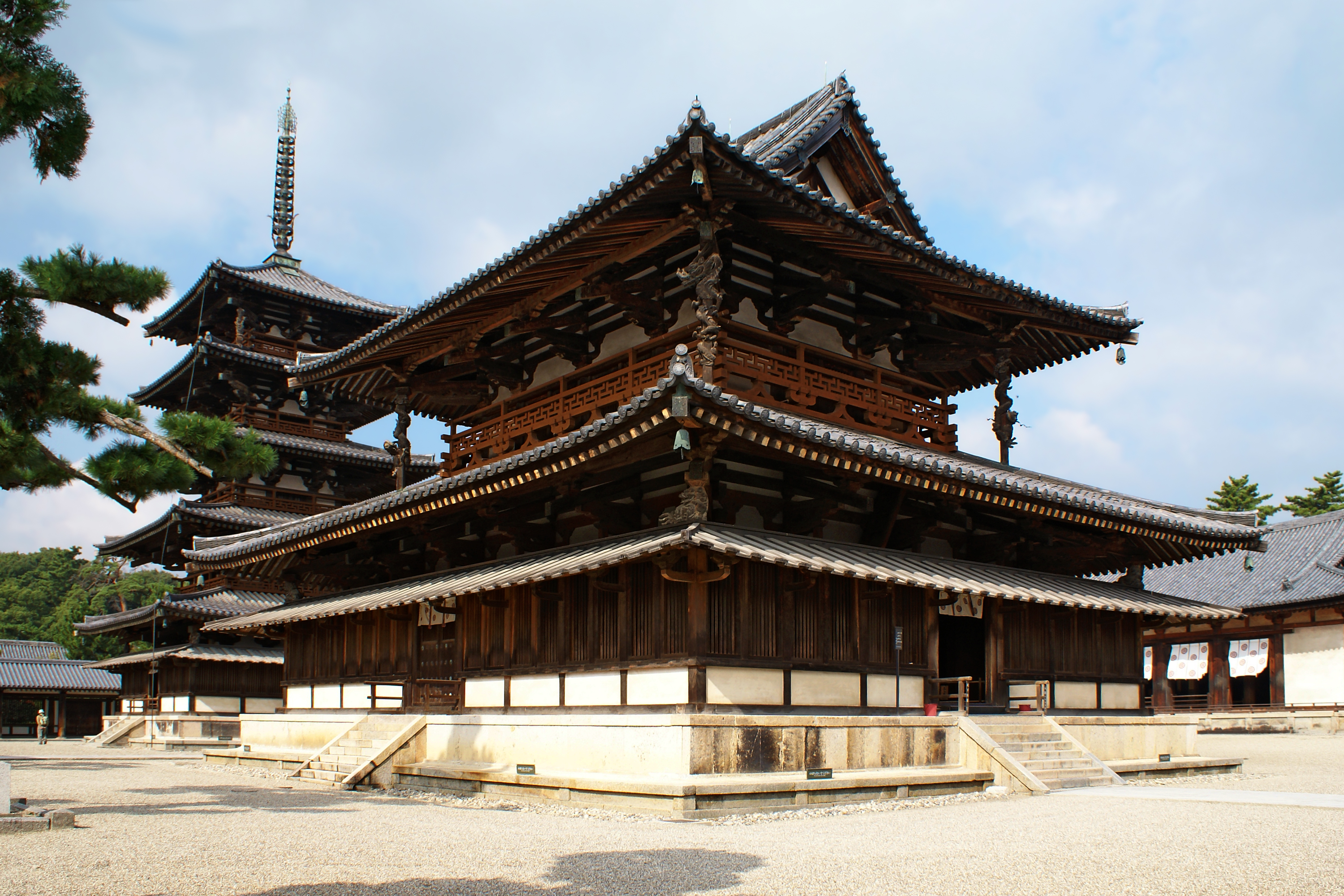
Horyu-ji tempelcomplex in Nara (Japan)

Het jaar 607 is het 7e jaar in de 7e eeuw volgens de christelijke jaartelling.

## Gebeurtenissen

### Azië
- Keizerin Suiko stuurt een Japanse delegatie naar het hof van de Sui-dynastie. De gezanten overhandigen keizer Yang Di een schatting en verstevigen de diplomatieke betrekkingen met het Chinese Keizerrijk.
- Prins-regent Shotoku geeft opdracht voor de bouw van het Horyu-ji tempelcomplex in Nara (Japan). De boeddhistische gebouwen (o.a. de kondō) bestaan hoofdzakelijk uit hout. (waarschijnlijke datum)

## Religie
- 12 november - Bonifatius III wordt benoemd tot de 66e paus van de Katholieke Kerk. Hij overlijdt na een pontificaat van negen maanden en wordt begraven in de Sint-Pieter (Rome).

## Geboren
- Ildefonsus, aartsbisschop van Toledo (waarschijnlijke datum)
- Vincentius Madelgarius, Frankisch graaf en monnik (overleden 677)

## Overleden
- 12 november - Bonifatius III, paus van de Katholieke Kerk